# 2014-es Gerry Weber Open
A 2014-es Gerry Weber Open tenisztornát a németországbeli Halléban rendezték meg 2014. június 9. és június 15. között. A torna 2014-ben ATP World Tour 250 Series kategóriájú volt. A mérkőzéseket füvön játszották. 

## Döntők

### Egyéni
Roger Federer –  Alejandro Falla 7–6(2), 7–6(3)

### Páros
Andre Begemann /  Julian Knowle –  Marco Chiudinelli /  Roger Federer 1–6, 7–4, [12–10]

## Világranglistapontok
| Eredmény           | Egyéni | Páros |
| ------------------ | ------ | ----- |
| Győzelem           | 250    | 250   |
| Döntő              | 150    | 150   |
| Elődöntő           | 90     | 90    |
| Negyeddöntő        | 45     | 45    |
| 16 között          | 20     | 0     |
| 32 között          | 0      | –     |
| Főtáblára jutás    |        | –     |
| Selejtező (döntő)  |        | –     |
| Selejtező (2. kör) |        | –     |

## Pénzdíjazás
A torna összdíjazása 809 600 euró volt.
| Eredmény           | Egyéni    | Páros    |
| ------------------ | --------- | -------- |
| Győzelem           | 128 860 € | 39 150 € |
| Döntő              | 67 865 €  | 20 580 € |
| Elődöntő           | 36 765 €  | 11 150 € |
| Negyeddöntő        | 20 945 €  | 6380 €   |
| 16 között          | 12 340 €  | 3740 €   |
| 32 között          | 7310 €    | –        |
| Selejtező (döntő)  | 1180 €    | –        |
| Selejtező (2. kör) | 565 €     | –        |